# Catephia obscura
Catephia obscura là một loài bướm đêm trong họ Erebidae.